# Quentin Bell
Quentin Claudian Stephen Bell (Londres, 19 d'agost de 1910 - Sussex, 16 de desembre de 1996) fou un historiador de l'art anglès.
Quentin Bell, que va néixer dient-se Stephen, era nebot de Virginia Woolf.
Bell va anar a estudiar a l'acadèmia i va publicar una biografia en dos volums sobre la seva tia: Virginia Woolf: A biography (London: Hogarth Press, 1972), que va fer que guanyés diversos premis. A aquest llibre seguiren moltes altres publicacions sobre història de l'art.
Més tard, va esdevenir lector d'Història de l'art al King's College, de la Universitat de Durham (1952-59), de la Universitat de Leeds, de la Universitat d'Oxford (1964), de la Universitat d'Hull i finalment de la Universitat de Sussex (1967-75).